# Pristimantis orcus
Pristimantis orcus é uma espécie de anfíbio da família Craugastoridae. Pode ser encontrada no Peru e Brasil (no estado do Acre). Com possibilidade de ocorrer também no Equador e Colômbia.